# Egzit 05
Egzit 05 je trajao od 7. do 10. jula 2005. Festival je, kao i prethodne godine, pratio veliki broj domaćih i stranih medija, uključujući muzičku televiziju MTV. Broj posetilaca je iznosio preko 150.000, a prvi put je primećen i veliki broj stranaca (izvan granica bivše Jugoslavije). Među njima su prednjačili posetioci iz Velike Britanije.
Festival je zbog lošeg vremena dva puta privremeno prekidan, a pratili su ga i drugi problemi. Jedan mladić je pronađen mrtav u kampu pored Dunava, a kao uzrok smrti se navodi predoziranje drogom.
Za više informacija o samom festivalu, pogledajte članak Egzit.

## Izvođači i bine
|  |  | Izvođači | Scene |

## Spoljašnje veze
- Zvanični sajt festivala

## Istorija
|  | Istorija festivala2000 • 2001 • 2002 • 2003 • 2004 • 2005 • 2006 • 2007 • 2008 • 2009 • 2010 • 2011 • 2012 |